# Place du Capitole
La Place du Capitole (en occitano Plaça del Capitòli) es una plaza situada en la ciudad de Toulouse, Francia.

## Descripción
La Place du Capitole está situada en pleno centro de Toulouse, frente al Capitolio de la ciudad. Tiene 12 000 m² de superficie y contiene en el suelo la cruz de Occitania. El centro de la plaza está totalmente despejado, solo el acceso al aparcamiento subterráneo situado debajo de la plaza es visible en la esquina sudoeste. Está rodeada por tres calles que dan acceso a los vehículos. Desde hace poco, la calle sur está limitada a los residentes y taxis mediante un acceso controlado. El centro de la plaza está reservado exclusivamente a los peatones, eventos o mercados. La plaza es accesible mediante la estación Capitole de la Línea A del Metro de Toulouse.

## Historia
Las excavaciones para la construcción del aparcamiento subterráneo han descubierto los cimientos de la Porterie, la puerta de piedra tallada que marcaba la entrada de la ciudad y que sobrevivió hasta mediados de la Edad Media.
Los capitouls decidieron en 1676 crear una Place Royale; para convencer al Parlamento de Toulouse, que se oponía al proyecto, incluyeron en el proyecto de la plaza una estatua de Luis XIV, con lo que consiguieron su aprobación, aunque las dificultades administrativas retrasarían el proyecto. En 1730 Antoine Rivalz dibujó el plano de la plaza, quince años después de la muerte de Luis XIV, lo que probablemente explica por qué la estatua nunca vio la luz. Tras la renovación de la fachada del Capitolio en 1739, se decidió ensanchar la plaza según el proyecto de Pierre Rivalz; las obras empezaron en 1750 y terminaron en 1792.
El nombre de la plaza ha evolucionado de la mano de la historia política de la ciudad. Primero se llamó Place Royale, posteriormente Place de la Liberté (durante la Revolución),  Place Commune, Place de la Mairie, Place Impériale (a partir de 1812), y finalmente Place du Capitole en 1848. También ha llevado el nombre de Place de l'Hôtel de Ville y Place d'Armes durante los acontecimientos de los años 1790-1800, incluida la insurrección monárquica. Se colocaron cañones en la plaza y fue tomada por cientos de hombres y caballeros. Llegó a haber varios miles de hombres en la Place d'Armes, y esto a pesar de tener una superficie menor que de la actual Place du Capitole.
La plaza no se completó hasta mediados del siglo XIX (1850). Las obras para uniformizar los edificios que rodean la plaza fueron dirigidas primero por Jacques-Pascal Virebent. La fachada de uno de estos edificios contiene ocho columnas que simbolizan a los ocho primeros capitouls de la ciudad. Realizó la parte sur (que da a la Rue Saint-Rome) en 1809, que sería accesible algunos meses más tarde (1812). Las obras de la parte norte (que da a la Rue du Taur) empezaron en 1823 y se terminaron después de su muerte, en 1835. La parte oeste, construida entre 1850 y 1852, fue diseñada por el arquitecto Jean Bonnal tras un cambio en el proyecto de alineación de Virebent: la fachada se alargó (para alinearla con el Capitolio) y se dotó de soportales inspirados en la Rue de Rivoli de París. Los tres conjuntos de fachadas se enlucieron de blanco, como el Capitolio, y no recuperaron su color original de ladrillo hasta 1951. La plaza se terminó completamente en 1972 tras la construcción del aparcamiento subterréneo.

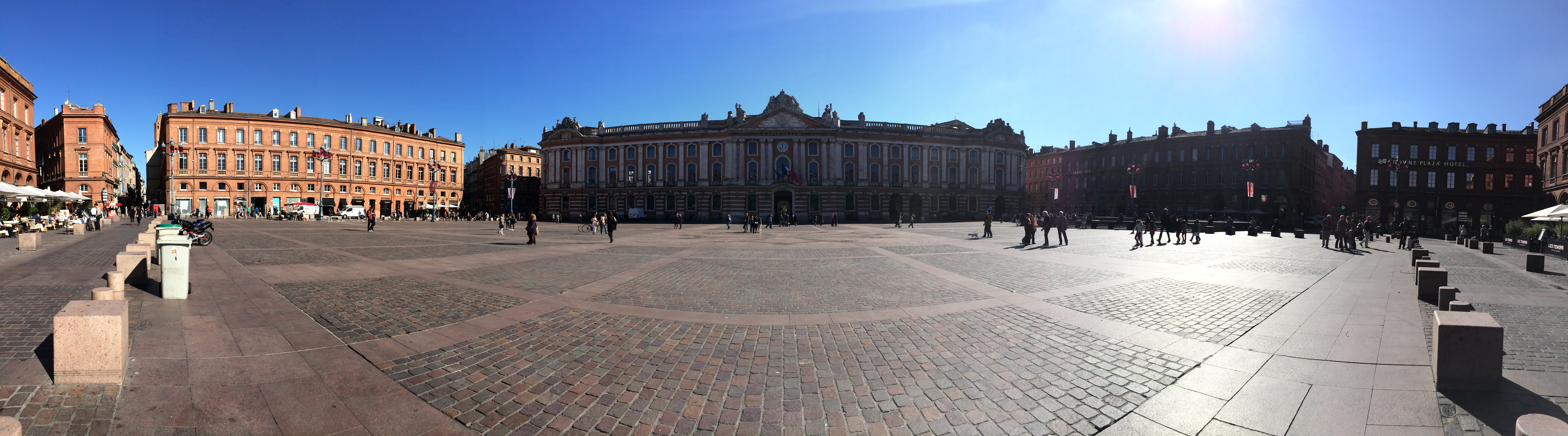
Vista panorámica de la Place du Capitole de Toulouse.

## Soportales

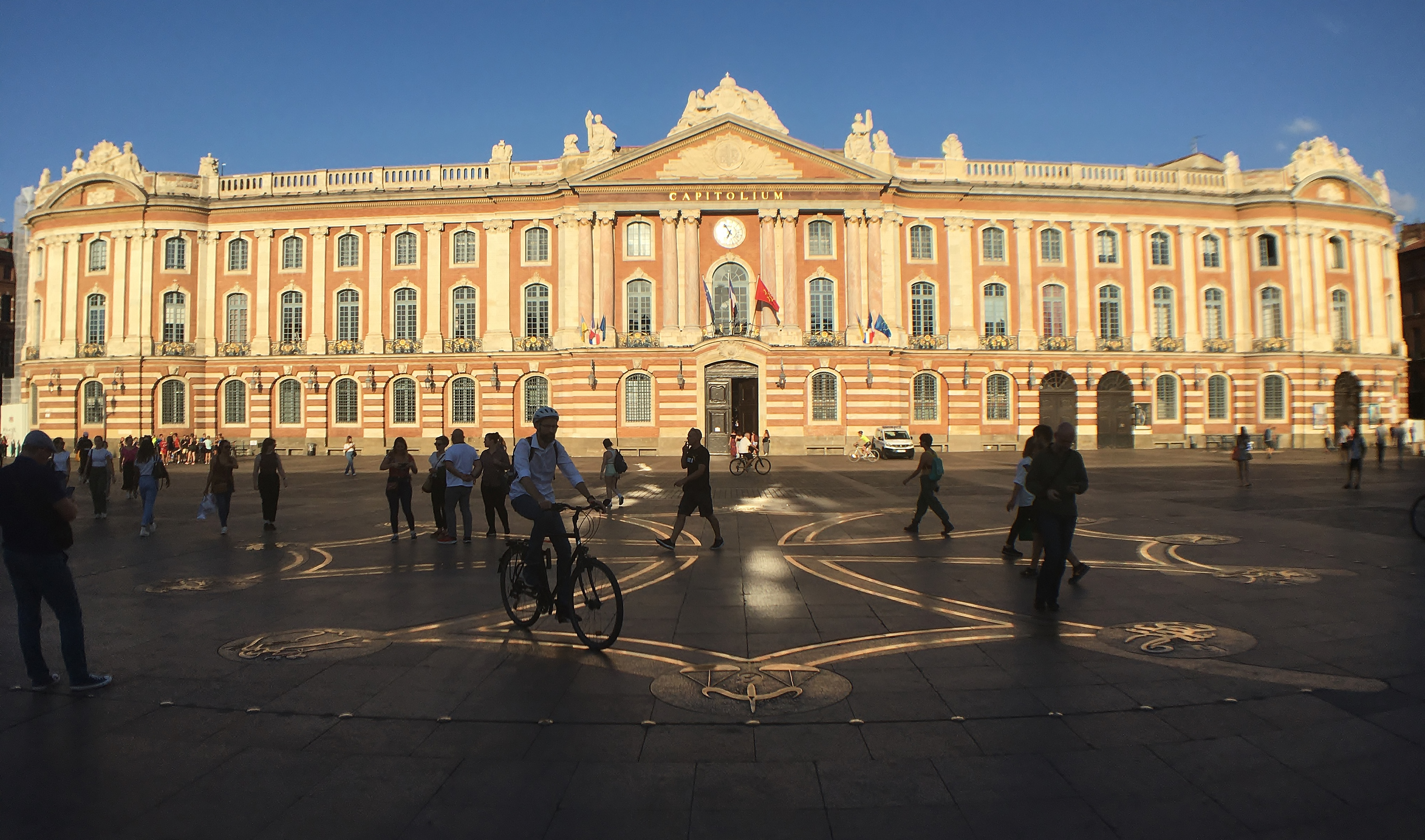
.

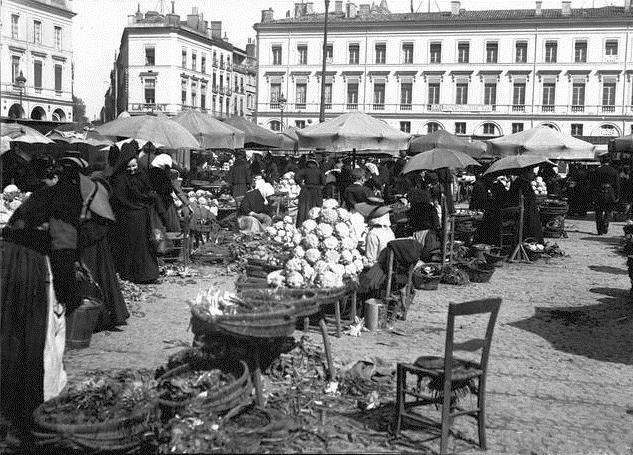
El mercado del Capitole.

La plaza ha sido objeto de una renovación reciente y está decorada con una cruz occitana en el suelo, dibujada por Raymond Moretti, que representa a los doce signos del zodiaco, los doce meses del año y las doce horas del día. Este artista es también el autor de los frescos que decoran los soportales. Un breve recorrido bajo estas pinturas permite conocer la violencia y la belleza de la historia de Toulouse. Veintinueve cuadros coloridos y brillantes recuerdan los grandes momentos de la vida de Toulouse. Estos frescos fueron terminados en 1997.

## Comercios

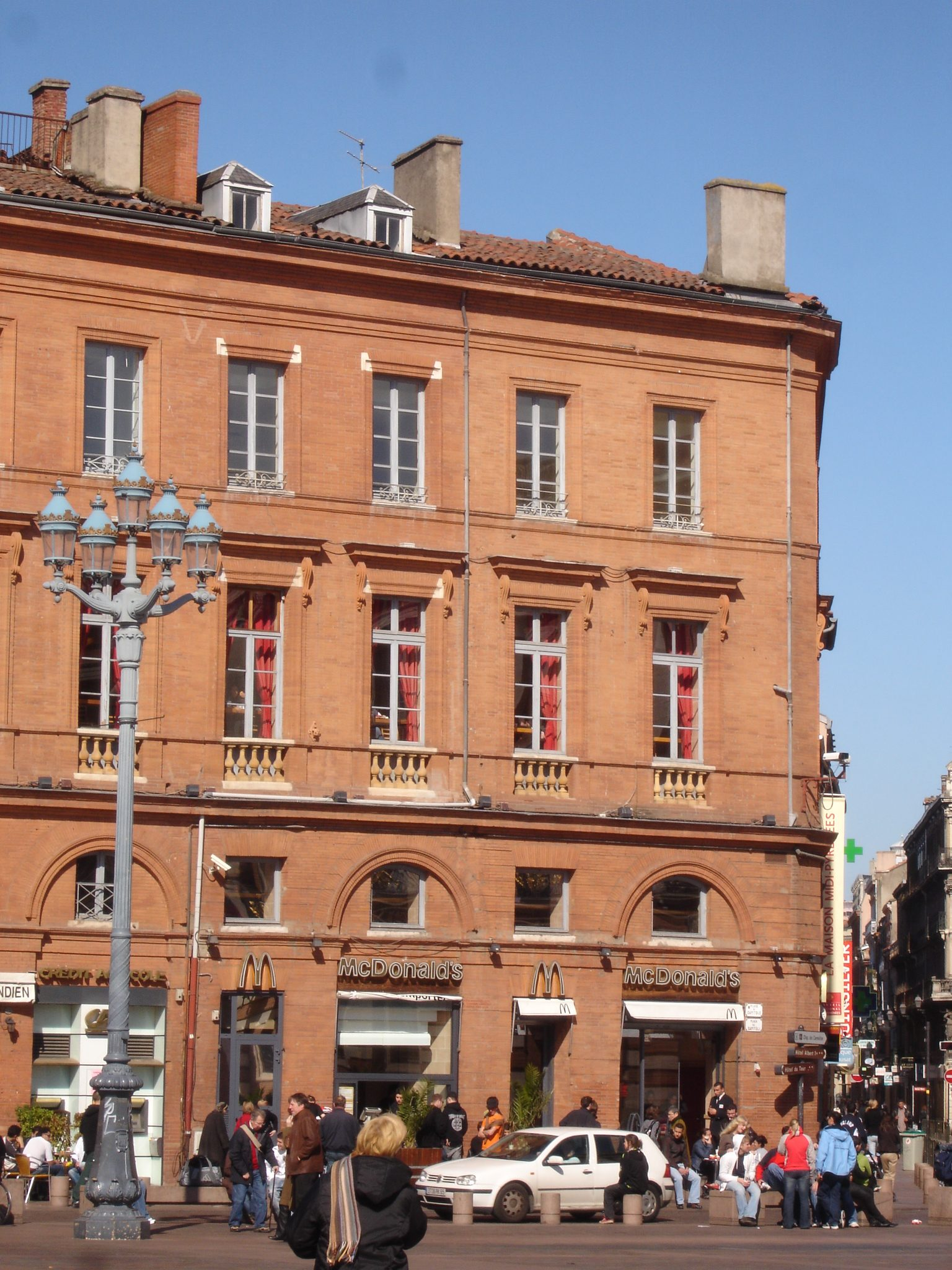
Ejemplo de logo de latón del McDonald's del Capitole.

El municipio ha exigido a los comercios de la Place du Capitole respetar el lugar y armonizar sus logos en latón. Así, no se ha desfigurado la plaza y en ella domina el rojo del ladrillo. Este es uno de los pocos lugares donde el logo de un McDonald's no es amarillo sobre fondo rojo.
Hay algunos locales de interés, como el renombrado café literario Bibent, cuya decoración interior está inscrita en el inventario suplementario de los Monuments Historiques desde 1978. También podemos destacar el Hôtel de l'Opéra, que se encuentra en el antiguo emplazamiento del Collège Saint-Martial, fundado en 1359 por el papa Inocencio VI. Otro hotel, el Hôtel du Grand-balcon, es célebre por haber alojado a Guillaumet, Mermoz y Antoine de Saint-Exupéry durante los tiempos de la aéropostale.

## Personajes célebres
Los ciudadanos se reunían en masa delante del balcón del Capitole cuando aparecían en él personalidades con la ocasión de eventos importantes:
- 1806 : (27 de julio) Napoleón apareció en el balcón
- 1945 : el General de Gaulle después de la Liberación
- 2003, 2005, 2008, 2010, 2011, 2012: el equipo de rugby de Toulouse, el Stade toulousain (campeón de Francia y de Europa)